# Drymophila moorei
Drymophila moorei es una especie herbácea perenne perteneciente a la familia de las alstroemeriáceas. 

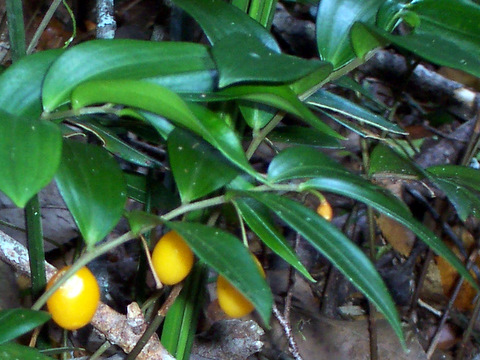
Vista de la planta

## Descripción
Es una planta pequeña de hasta 30 cm de altura. El tallo principal es vertical y sin ramificaciones. Las hojas, anchamente lanceoladas a elípticas con una nervadura media prominente, presentan entre 3 y 6 cm de longitud y 1 a 2 cm de ancho, el pecíolo es sumamente pequeño, menor a 1 mm. 
Florece en primavera, con tépalos de color blanco a rosado. El fruto es una baya de color anaranjado o amarillo y pocas semillas en su interior, cn un diámetro de 1 a 1,5 cm.

## Distribución y hábitat
Es oriunda en Australia, desde Nueva Gales del Sur hasta Queensland. Habita en sotobosques a elevadas altitudes. Se la identifica fácilmente por sus frutos.

## Taxonomía
Drymophila moorei fue descrita por John Gilbert Baker y publicado en Journal of the Linnean Society 14: 571 1875.
Sinonimia
- Drymophila pyrrhocarpa F.Muell.[5]